# Прокопьева, Зоя Егоровна
Зо́я Его́ровна Проко́пьева (род. 15 ноября 1936, Белозерское, Челябинская область) — российский прозаик, художница-оформитель, табельщица. Член Союза писателей России. Яхтенный капитан 1-го класса по дальним плаваниям, обладательница 1-го спортивно-гоночного разряда. Живёт в Челябинске.

## Биография
Зоя Егоровна Прокопьева родилась 15 ноября 1936 года в семье крестьянки и кузнеца в селе Белозерском Белозерского сельсовета Белозерского района Челябинской области, ныне село — административный центр Белозерского муниципального округа Курганской области. С 1938 года семья жила без кормильца. 
В 1949 году Прокопьева переехала в Челябинск. Здесь с 15 лет работала на Челябинском металлургическом комбинате — сначала рассыльной, после — старшим табельщиком, бригадиром производства на строительстве и ремонте мартеновской печи, художником-оформителем. Всего на ЧМЗ она проработала 18 лет. Среднее образование Прокопьева получала в школе рабочей молодёжи. А образование творческое — в литобъединении «Металлург», которое действовало при ЧМЗ, и откуда в советское время вышло почти 20 членов СП России.
Первые произведения Прокопьевой были опубликованы в 1968 году в сборнике «Первый рассказ» (Челябинск), и в целом были благожелательно встречены местной критикой, поскольку не выходили из привычных (и ожидаемых) рамок «рабочей темы».
В конце 60-х — начале 70-х Прокопьева активно печатается в журнале «Урал», местных сборниках и альманахах, а в 1971 году вышла первая книга писательницы — сборник рассказов «Лиюшка». Кроме литературы, Прокопьева увлечена охотой, рыбалкой и парусным спортом. В 1958—68 гг. она — яхтенный капитан 1-го класса по дальним плаваниям, обладательница 1-го спортивно-гоночного разряда. В составе женской команды прошла на парусниках крупнейшие реки Европейской части России и Украины, Азовское и Чёрное моря, неоднократный призёр соревнований по парусному спорту. Страстным увлечением Прокопьевой является садоводство.
В 1973 году Прокопьева вступила в Союз писателей СССР (после распада СССР — Союз писателей России) и получила направление на Высшие литературные курсы, которые окончила в 1975 году. Вернувшись в Челябинск после ВЛК, Прокопьева возглавила Бюро пропаганды художественной литературы Челябинской областной писательской организации, деятельность которого распространялась на три области Южного Урала: Челябинскую, Курганскую и Оренбургскую. У неё вышли сборники прозы — в Челябинске и в Москве, которые, в основном, развивают «биографическую» и «рабочую» темы.
Работа в малых и средних жанрах были «пробой сил» перед главным замыслом, воплощённым в масштабном романе «Своим чередом». Первый вариант эпопеи был создан в 1977 году, в тайге, при керосиновой лампе, за два зимних месяца. Впоследствии Прокопьева неоднократно переделывала роман, в том числе и по требованию цензуры, рукопись кочевала 8 лет по столичным издательствам («Современник», «Советский писатель») и журналам («Наш современник», «Роман-газета») и была опубликована лишь в Челябинске. Впоследствии роман переиздавался.
В последние годы Прокопьева, по её собственному признанию, «наблюдает за процессом выживания русского народа», публикуется редко. 

## Награды и премии
- Юбилейная медаль «За доблестный труд. В ознаменование 100-летия со дня рождения Владимира Ильича Ленина», 1970 год
- Премия имени П. П. Бажова, 2010 год, роман «Своим чередом»

## Сочинения
- Лиюшка: Рассказы, Челябинск, 1971; — 144 с.
- Такая длинная ночь: Проза, Челябинск, 1973;  — 240 с.
- Розовая птица: Повести, рассказы / Вст. статья Кожуховой О. М., Современник, 1974;
- Белая мель: Повести. / Предисловие Цыбина В. М., Современник, 1976;
- Таловая сторона: Повести. Челябинск, ЮУКИ, 1982;
- Ведьмин круг: Повести и рассказы, М., Современник, 1985;
- Своим чередом: Роман. Челябинск, ЮУКИ, 1986.— 416 с.
- Своим чередом: Роман. Челябинск, ЮУКИ, 1989. Переиздание: Челябинск, 2008.

## Отзывы критиков
- Маршалов Б. Первая книга. / Челябинский рабочий. 1971, 21 февраля;
- Ткаченко П. Верь лучшему в людях. / Вечерний Челябинск, 1971, 19 февраля;
- Михайловская Н. В поисках главного героя. / Вечерний Челябинск, 1973, 17 марта;
- Шапошников В. Любовь или «палубный роман»? / Литературная газета, 1973, 12 сентября (с. 7);
- Бондина Л. Вечные нелады с вечной темой. / Литературная газета, 1974, 2 октября (с. 5);
- Шепелева Л. Рабочая тема в прозе челябинских писателей. / Каменный пояс. Литературно-художественный и общественно-политический сб. 1974, - с. 203-227;
- Павлов Б. Строгая доброта. / Челябинский рабочий. 1973, 29 июля;
- Петров С. Шаг вперед и… в сторону. / Вечерний Челябинск, 1974, 20 ноября;
- Эйдирова В. Взгляд пристальный и добрый… / № 8, стр. 150-151;
- Валеев Р. В едином чувстве сопереживания. / Вечерний Челябинск, 1976, 3 октября;
- Кофанова Т. Победы и поражения героев Зои Прокопьевой. / Комсомолец. 1977, 23 июня;
- Шепелева Л. Исследование нравственного чувства. О творчестве Зои Прокопьевой. Каменный пояс. Литературно-художественный и общественно-политический сб. 1978, - с. 248-255;
- Заветная книга. Набатникова Т. О Прокопьевой и её романе «Своим чередом» / Челябинский рабочий. 1987, 15 ноября.
- Кожухова О., Цыбин А., Курбатов В. О творчестве Зои Прокопьевой. / Челябинский рабочий. 1986, 26 января;
- Шепелева Л. В мире героев Зои Прокопьевой. Каменный пояс. Литературно-художественный и общественно-политический сб. 1986, - с. 211-221;
- Чивилихин В. В кн. Зеркало души. М., 1987, - стр. 330;
- Румянцев В. «Иди, дитя Христово, во грехи земные живи». «Литературная Россия» № 9, 2005.
- Старостенко Г. Сбережение народа. О романе  Зои Прокопьевой “Своим чередом”. / Журнал «Молоко».
- Сычёва Л. Возвращение великой книги. / Литературная Россия. № 20. 22.05.2009.
- Лестева Т. Гимн русскому человеку. /  Литературная Россия. № 43. 30.10.2009.
- Рудалёв А.  Патерик России XX века. / Литературная Россия. № 37.18.09.2009
- Пустовойтова Е. Всему свой черед. / Журнал «Молоко».
- Расторгуев А. Потаённая книга. / Журнал "Урал", 2010, № 12.
- Пирогов Л. Десталинизация, говорите? О русской душе и народном духе/ НГ-Экслибрис, 2011-05-12.